# 惠特灵大道战役
惠特灵大道战役（英語：Battle of Watling Street）于61年或62年发生在罗马的不列颠行省。交战双方为由布狄卡女王领导下的土著不列颠人民和由盖乌斯·苏埃托尼乌斯·保利努斯指挥的罗马军队。尽管人数上众寡悬殊，罗马仍旧取得了一次决定性的胜利，并付出了小得多的代价。这场战役标志着不列颠南部对罗马统治不列颠的反抗结束，罗马在此的统治一直延续到410年，罗马军团撤出不列颠為止。
历史学家在研究这场战役时不得不完全依赖罗马史料。战役发生地尚不清楚，不过大多数历史学家认为战场位于倫蒂尼恩和维洛科尼乌姆之间（什罗普郡的佛洛克西特），在现今所知的惠特灵大道上。惠特灵大道这个名字实际上是盎格鲁撒克逊人时代对这条路的称呼，因此现在为这场战役取的名字实际上是錯誤的。

## 背景
在公元43年，罗马人入侵东南不列颠。这次征服是逐步进行的，有些王国被攻占了，其他的则作为罗马的同盟国被保留了名义上的独立。
在这些属国中有一个王国被称作爱西尼王国，他们住在今日的诺福克。他们的国王，普拉苏塔古斯，在遗嘱中把土地分给他的女儿们和罗马皇帝尼禄的办法来求得保有他们的独立。但是在公元61年或者稍早些时候当他死了之后，他的遗嘱被忽略了。罗马人夺取了他们的土地并且羞辱了他们一家。他的遗孀布狄卡遭到鞭打罗马的包税人要求收回债务，然而在此之前，他们已经向爱西尼人征收了沉重税务。
当罗马不列颠总督盖乌斯·苏埃托尼乌斯·保利努斯正在对摩拉岛（Island of Mona，今日北威尔士的安格尔西岛）作战时，由波迪卡领导的爱西尼人发动了起义。
爱西尼人和他们的邻居特里诺文特人结成了联盟。他们的卡图维拉尼王国过去的首都卡姆罗敦睦（Camulodunum，即科尔切斯特）现已沦为罗马退役老兵的安置地。 他们为了进一步打击特里诺文特人，罗马人甚至向他们征收一笔费用以修建一座纪念前任皇帝克劳迪的庙。起义者攻入并毁灭了科尔切斯特，杀死了所有来不及逃亡的人。
波迪卡和她的军队向倫蒂尼恩（今伦敦）方向进军，而苏埃托尼乌斯和他的先头部队已抢先一步赶到了倫蒂尼恩，他意识到他没有足够兵力来保卫这座城市，于是下令疏散群众，并烧毁城市，不给起义者留下任何补给。 罗马史学家塔西陀宣称任何没有撤退的居民都遭到了屠杀。
当波迪卡的军队仍在围攻维鲁拉米翁（现今的聖奧爾本斯）时，保利努斯已经集结了他的军队。驻扎在不列颠的四个军团中，根据塔西佗的记载，他集结在麾下的兵力有第十四“盖米纳”军团、第二十“瓦勒利亚”军团的一个分遣队以及一些辅助部队，共计约一万人。第三个军团，即驻扎在埃克塞特附近的第二“奥古斯塔”军团没有成功地和保利努斯会师；而第九“西班牙”军团还在驰援科尔切斯特的路上。

## 战役经过
众寡悬殊，苏埃托尼乌斯肯定会小心选择作战地点。他选择了一条狭窄的峡谷，背后森林环绕，而前方则是广阔的平原。峡谷这样的地势保护着罗马军队的两翼，森林则阻止了对罗马军队后方的袭击。狭窄的正面削弱了人数优势，广阔的平原使得任何伏兵成为不可能。这位指挥官把军团以密集队形放在正面，持轻武器的辅助部队置于后方，而骑兵则布置在两翼。

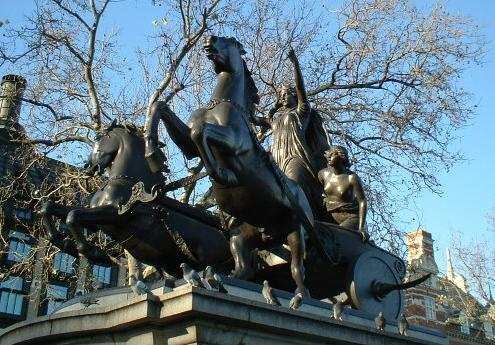
布狄卡女王和她的儿女们站在战车上巡视全军的雕塑

战前，统帅往往向军人演讲以激发他们的士气。这场战役的五十年后，塔西佗向我们讲述了布狄卡对他的追随者的演说：「罗马的傲慢带给我们的只有危险。他们亵渎神圣，夺去少女宝贵的童贞。不是赢得这场战役，就是灭亡，这就是我，一个女人，将要做的。」
尽管不列颠人集结了一支可观的力量，他们据说装备简陋。由于实力曾经冠绝全军的爱西尼人的裁军，他们的军事实力有所削弱。他们将他们的马车队放在战场的后方，这样他们可以让自己的家属看到自己取得一场预料中的压倒性胜利。两位日耳曼人酋长，辛布里人之王伊奥里克斯和苏维汇人之王阿里维斯塔斯也在对抗盖乌斯·马略和尤利乌斯·恺撒的战役中幹过同样的事，很遗憾的是，他们都失败了。
塔西陀也记录下了苏埃托尼乌斯向他的军团的致辞：“不要理会那些蛮族发出的喧闹，在他们的阵列中女人多于男人。这群野蛮人不是军人——他们甚至没有被恰当的装备。我们过去已经击败过他们，当他们看到我们武器感觉到我们的斗志时，他们将崩溃一泻千里。团结一致。投出你们的标枪，然后冲锋；用盾把他们撞倒，再用剑了结他们的性命。忘了战利品，只要抱有必胜之心就会得到更多。”尽管塔西佗和那个时代的史学家一样，喜欢为这种情况配上自己编造的演讲词。在这苏埃托尼乌斯的演讲显得非常生硬而又直白，看上去不像是编的。塔西陀的岳父，未来的不列颠总督格涅乌斯·尤利乌斯·阿古利可拉那时正在苏埃托尼乌斯军中任职，可能比较精确的报道了那场战役。这使得苏埃托尼乌斯在书中的演讲风格相比起来与书中其他演讲的风格迥异。
布狄卡率军平行推进向军团发动进攻，在罗马军面前狭小的开阔地上遭到了第一轮猛烈的打击。在距阵前三十米处，布狄卡起义军的步伐为羅馬重標槍的齐射一滞。这种标枪撞上物体后便会弯曲，使得它无法再被扔回来，敌人的盾上插上了这样的沉重的东西就会使得盾无法使用而不得不在没有盾的保护下战斗。重投枪的第二轮齐射接踵而至，每位军团步兵携带有两根投枪。这样的的战术打乱了不列颠人的阵脚。
当不列颠人正阵脚大乱时，苏埃托尼乌斯下令全军以罗马标准楔形阵全线出击。楔形阵的箭头深深的插入了起义军中。凭借着严格的训练，良好的盔甲和武器，他们很快在局部取得决定性优势。而骑兵的加入更是扩大了优势。当他们失去优势后，这群不列颠人试图撤退，然而他们的退路为结成环形的马车所阻断，很快这段路便沦为人间地狱。当罗马步兵前进时，骑兵从两翼参与了对不列颠人的屠杀。罗马人屠戮的不仅是战士还有女人、小孩，甚至还有驮兽。塔西佗根据谣言认为战役伤亡的罗马人仅400人，而死于此役的不列颠人达八万之多。然而关于这场战役的所有资料都被现代历史学家认为有所夸大。
据塔西陀所言，布狄卡是服毒自尽的。而卡西乌斯·迪奥则说波迪卡是病死的，并得到了厚葬。没有赶上这次战役的第二军团长官博恩尼乌斯·波斯图穆斯（Poenius Postumus）由于没有让手下获得抢夺战役功勋的机会，被逼自刎身亡。
尽管塔西佗给出了一个简洁的描述，没有一位历史学家知道这场战役的确切发生地。惠特灵大道附近的地区都有可能是战役发生地。一个传说宣称战役发生在伦敦的国王十字大街，尽管这个地方的地貌特点与塔西陀的描述不符。
大多数人倾向于英格兰中西部的一个地点。那个地方恰好位于惠特灵大道上，夹在倫蒂尼恩和维洛科尼乌姆（什罗普郡的佛洛克西特）之间。在A5公路上。除此之外，还有一些似是而非的地点像Manduessedum（现代的曼切特），靠近沃里克郡的亚瑟斯顿，还有一个靠近莱斯特郡的高十字的地点也有可能。距现今北安普敦郡的托斯特东南两英里的一个低地也是一个战役发生地的候选。在2009年，赫特福德郡阿斯维尔附近的阿尔堡河畔也被提出认为可能是战役的发生地。
2010年5月，新出版的一本书提出北安普敦郡的Church Stowe乃战役真正发生之地。

## 战后余波
据说尼禄皇帝为布狄卡起义所震惊，甚至考虑过全面撤离不列颠。但是起义因此役而决定性失败后，罗马统治一直延续了下去。
担心苏埃托尼乌斯的暴政会掀起更大规模的叛乱，尼禄更换了新的总督。继任总督为普布利乌斯·佩特罗尼乌斯·图尔普林尼乌斯。
波迪卡起义的失败仅仅确立了罗马在南不列颠的统治。北不列颠仍处于不稳定状态。公元69年，也就是四帝内战之年，一位布里甘特人贵族维鲁提乌斯掀起了另一场不那么具有影响力的暴动。这场起义起初只是一次部落争斗，但很快就演变成反罗马的斗争。

## 注脚
1. ↑  这是古典史学家常见的夸张，这次战役真实的伤亡状况不得而知。
2. ↑  大概是因为其他部落的嫉妒，当然，更大的可能是因为蛮族缺乏后勤补给的概念，致使兵粮短缺而不得不裁员。